# Costa Blanca, Mexiko
Costa Blanca, är en ort i kommunen Seybaplaya i delstaten Campeche i Mexiko. Costa Blanca ligger vid kusten, söder om kommunhuvudstaden Seybaplaya och hade 14 invånare vid den senaste officiella folkräkningen i Mexiko 2010.